# Ossonoba torpida
Ossonoba torpida är en fjärilsart som beskrevs av Walker 1866. Ossonoba torpida ingår i släktet Ossonoba och familjen nattflyn. Inga underarter finns listade i Catalogue of Life.